# Makito Ito
Makito Ito (伊藤 槙人 Ito Makito?), född 18 oktober 1992 i Shizuoka prefektur, är en japansk fotbollsspelare.
Ito började sin karriär 2015 i JEF United Chiba. 2016 flyttade han till Mito HollyHock. 2017 blev han utlånad till Fujieda MYFC. Han gick tillbaka till Mito HollyHock 2018. 2019 flyttade han till Yokohama F. Marinos.